# Свята Зімбабве
Це список свят Зімбабве.

## Список
| Дата                    | Назва                      |
| ----------------------- | -------------------------- |
| 1 січня                 | Новий Рік                  |
| Великодня неділя -2 д   | Страсна п'ятниця           |
| Пасхальна неділя +1 д   | Великодній понеділок       |
| 18 квітня               | День Незалежності          |
| 1 травня                | День Трудящих (День Праці) |
| 25 травня               | День Африки                |
| Другий понеділок серпня | День Героїв                |
| Другий вівторок серпня  | День Сил оборони           |
| 22 грудня               | День єдності               |
| 25 грудня               | Різдво                     |
| 26 грудня               | День подарунків            |